# Doffing (Texas)
Doffing es un lugar designado por el censo ubicado en el condado de Hidalgo en el estado estadounidense de Texas. En el Censo de 2010 tenía una población de 5.091 habitantes y una densidad poblacional de 453,54 personas por km².

## Geografía
Doffing se encuentra ubicado en las coordenadas 26°16′44″N 98°23′8″O / 26.27889, -98.38556. Según la Oficina del Censo de los Estados Unidos, Doffing tiene una superficie total de 11.23 km², de la cual 11.22 km² corresponden a tierra firme y (0%) 0 km² es agua.

## Demografía
Según el censo de 2010, había 5.091 personas residiendo en Doffing. La densidad de población era de 453,54 hab./km². De los 5.091 habitantes, Doffing estaba compuesto por el 98.53% blancos, el 0.14% eran afroamericanos, el 0.27% eran amerindios, el 0.04% eran asiáticos, el 0% eran isleños del Pacífico, el 0.59% eran de otras razas y el 0.43% pertenecían a dos o más razas. Del total de la población el 96.39% eran hispanos o latinos de cualquier raza.

## Educación
El Distrito Escolar Independiente de La Joya sirve a la ciudad.
Escuelas que sirven a la ciudad:
- Primarias: Narciso Cavazos, E. R. Chapa, Henry B. González, y Patricio Pérez[8]
- Secundarias: Irene Garcia, A. Richards, y J. D. Salinas[9]
- Preparatorias: La Joya y Palmview[10]